# Чур (річка)
Чур (рос. Чур) — річка в Удмуртії, Росія, права притока річки Іж. Протікає територією Якшур-Бодьїнського району.
Річка починається за 3,5 км на північний захід від присілку Мала Ітча. Протікає спочатку на північний схід, потім плавно повертає на південний схід. Впадає до Іжа південніше села Сонячний. Береги заліснені, у нижній течії заболочені, де знаходяться поклади торфу. Біля села Вож'як створено ставок. Приймає багато приток, найбільшими з яких ліві Сюровай, Узгинка, права Чорнушка.
Над річкою розташовані такі населені пункти — присілок Вож'як та село Чур.